# Республиканская гвардия Йемена
Республиканская гвардия (араб. الحرس الجمهوري اليمني‎) — элитное военное формирование йеменской армии, предназначенное для защиты правительства Йемена от внутренних и внешних угроз. В настоящее время находится под командованием сына бывшего президента страны Али Абдаллы Салеха Ахмеда Салеха. Приняла участие в Революции 2011 года, сражаясь на стороне правительства Салеха. Считалась основой режима, так как солдаты были лучше вооружены и подготовлены.

## Состав
Республиканская гвардия состоит из 20 бригад:
- 1-я бригада (Специальной гвардии)
- 1-я артиллерийская бригада
- 2-я пехотная бригада (горная)
- 3-я пехотная бригада (горная)
- 3-я бронетанковая бригада
- 4-я бригада
- 7-я пехотная бригада
- 9-я механизированная пехотная бригада
- 14-я бронетанковая бригада
- 22-я бронетанковая бригада
- 26-я бригада
- 33-я бронетанковая бригада
- 55-я бригада
- 61-я бригада
- 62-я пехотная бригада (горная)
- 63-я механизированная пехотная бригада
- 72-я пехотная бригада
- 83-я бригада
- 101-я пехотная бригада (горная)
- 102-я пехотная бригада (горная)